# Knežica (gmina Petrovac na Mlavi)
Knežica (cyr. Кнежица) – wieś w Serbii, w okręgu braniczewskim, w gminie Petrovac na Mlavi. W 2011 roku liczyła 646 mieszkańców.